# Satna (huyện)
Huyện Satna là một huyện thuộc bang Madhya Pradesh, Ấn Độ. Thủ phủ huyện Satna đóng ở Satna. Huyện Satna có diện tích 7502 ki lô mét vuông. Đến thời điểm năm 2001, huyện Satna có dân số 1868648 người.